# アクロポリ駅
アクロポリ駅 (Akropoli metro station, Ακρόπολη) は、アテネ地下鉄2号線の駅である。2000年11月16日にダフニ駅までの拡張の一環として開業し、アクロポリス博物館やアテナイのアクロポリスの東入口の最寄り駅である。

## ギャラリー

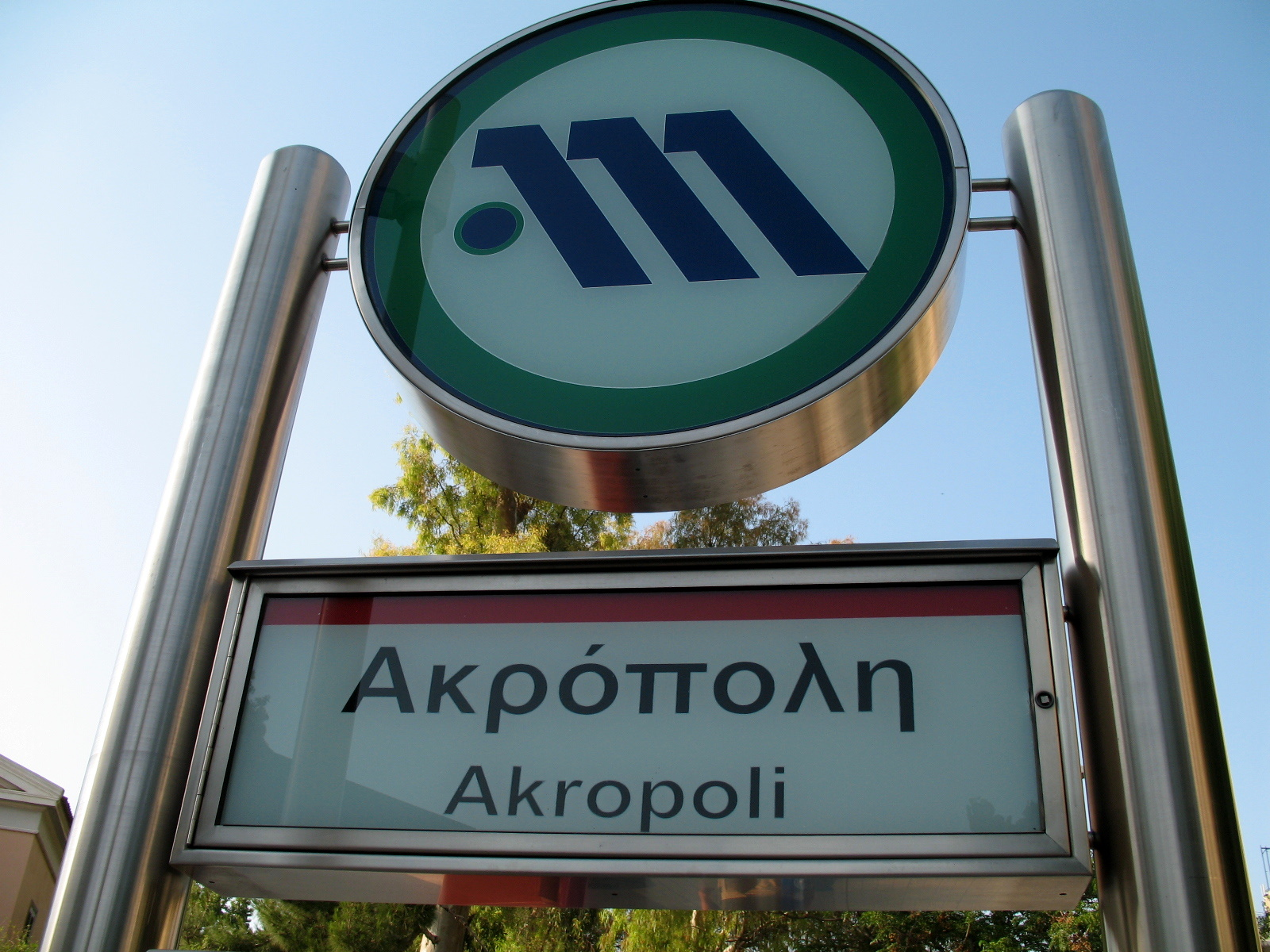
看板
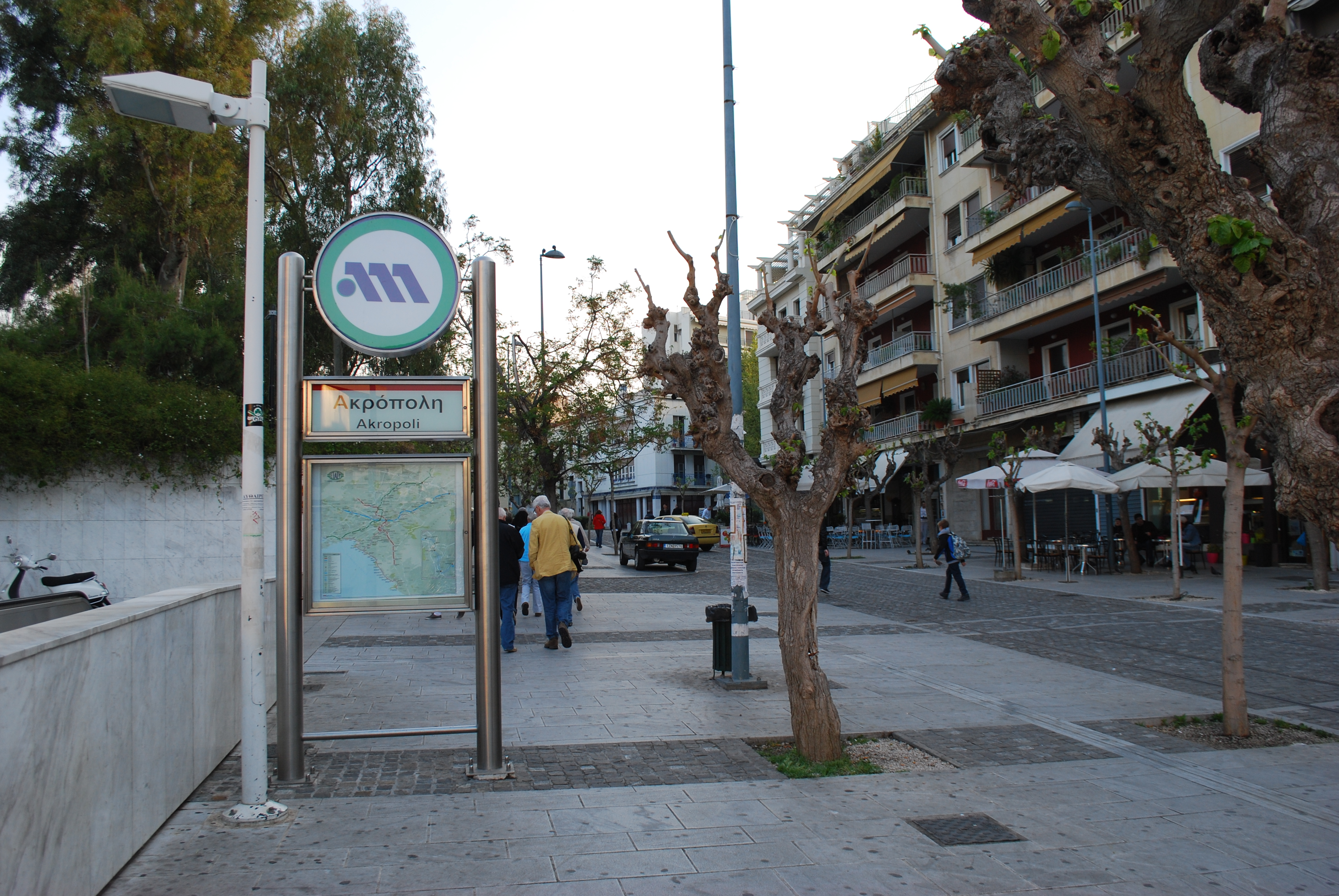
入口
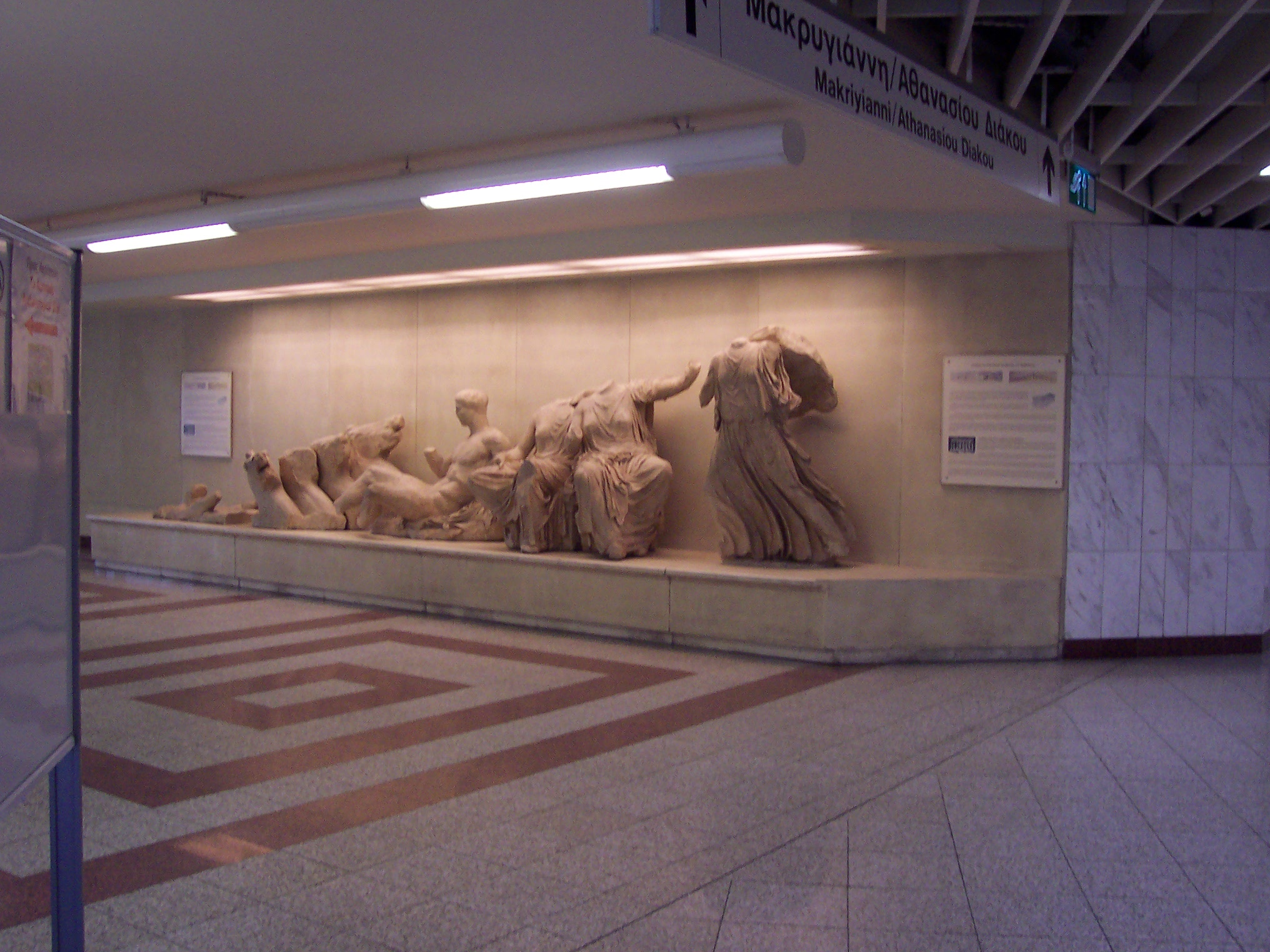
発掘品
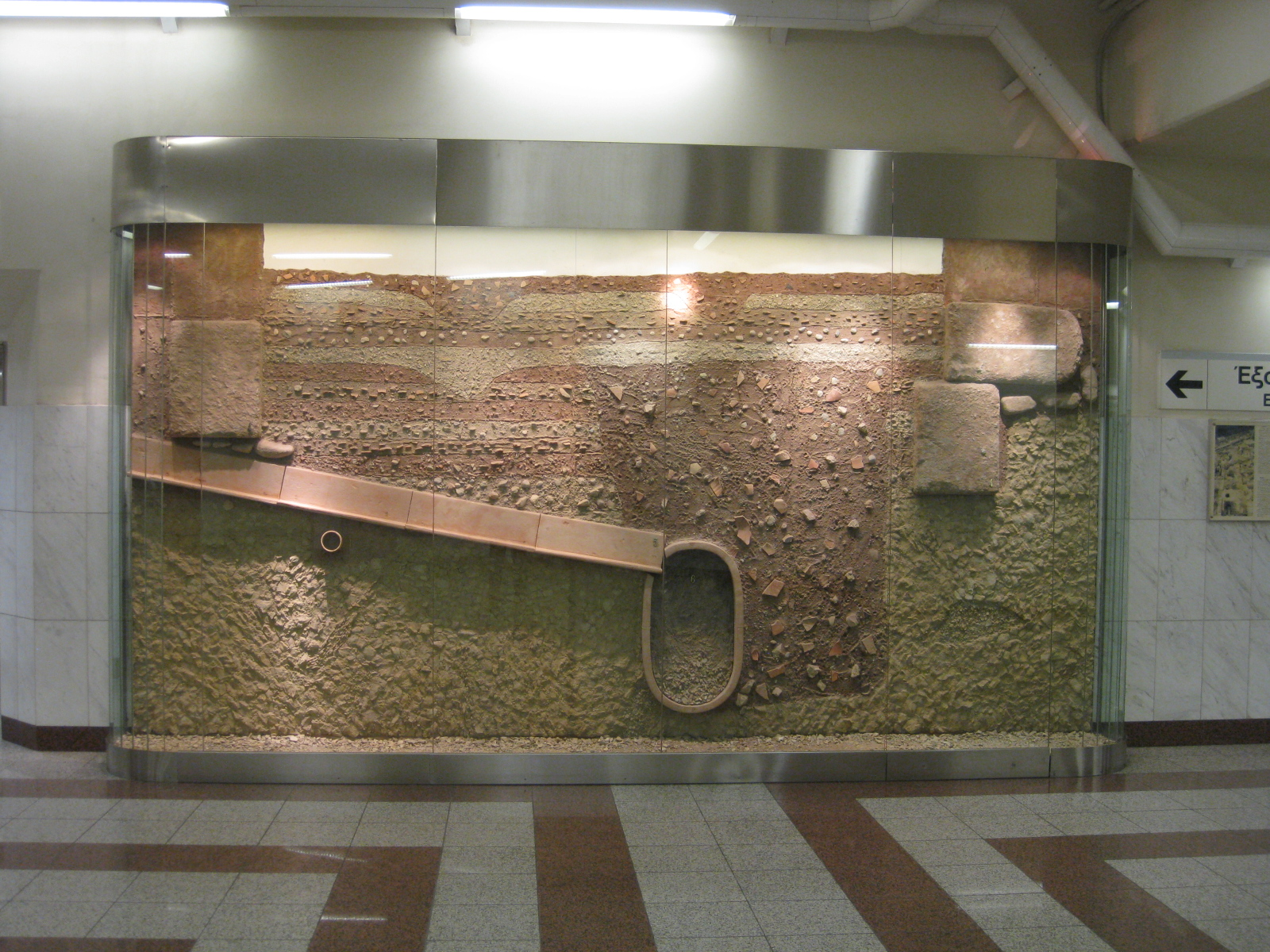
発掘品
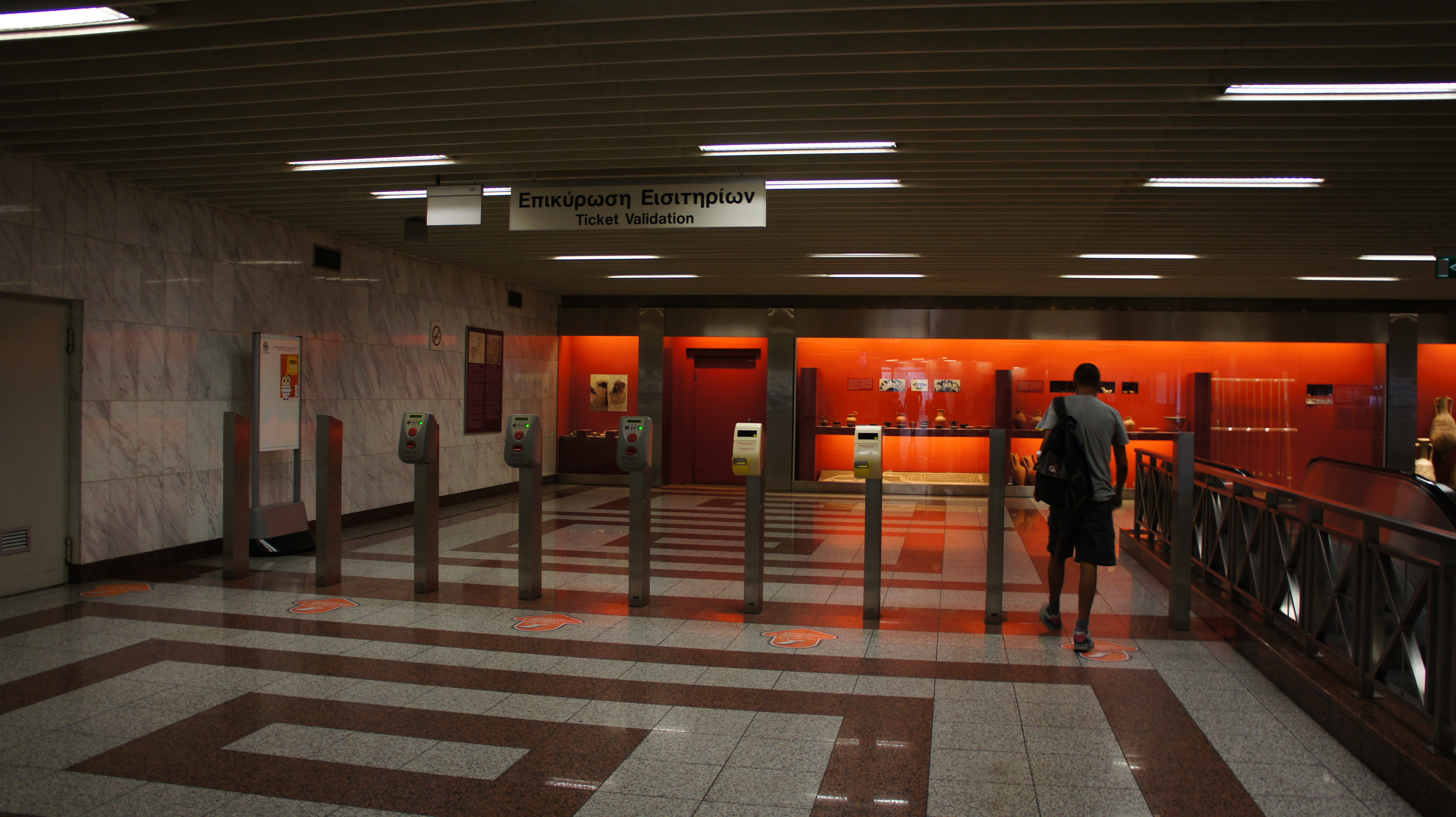
改札
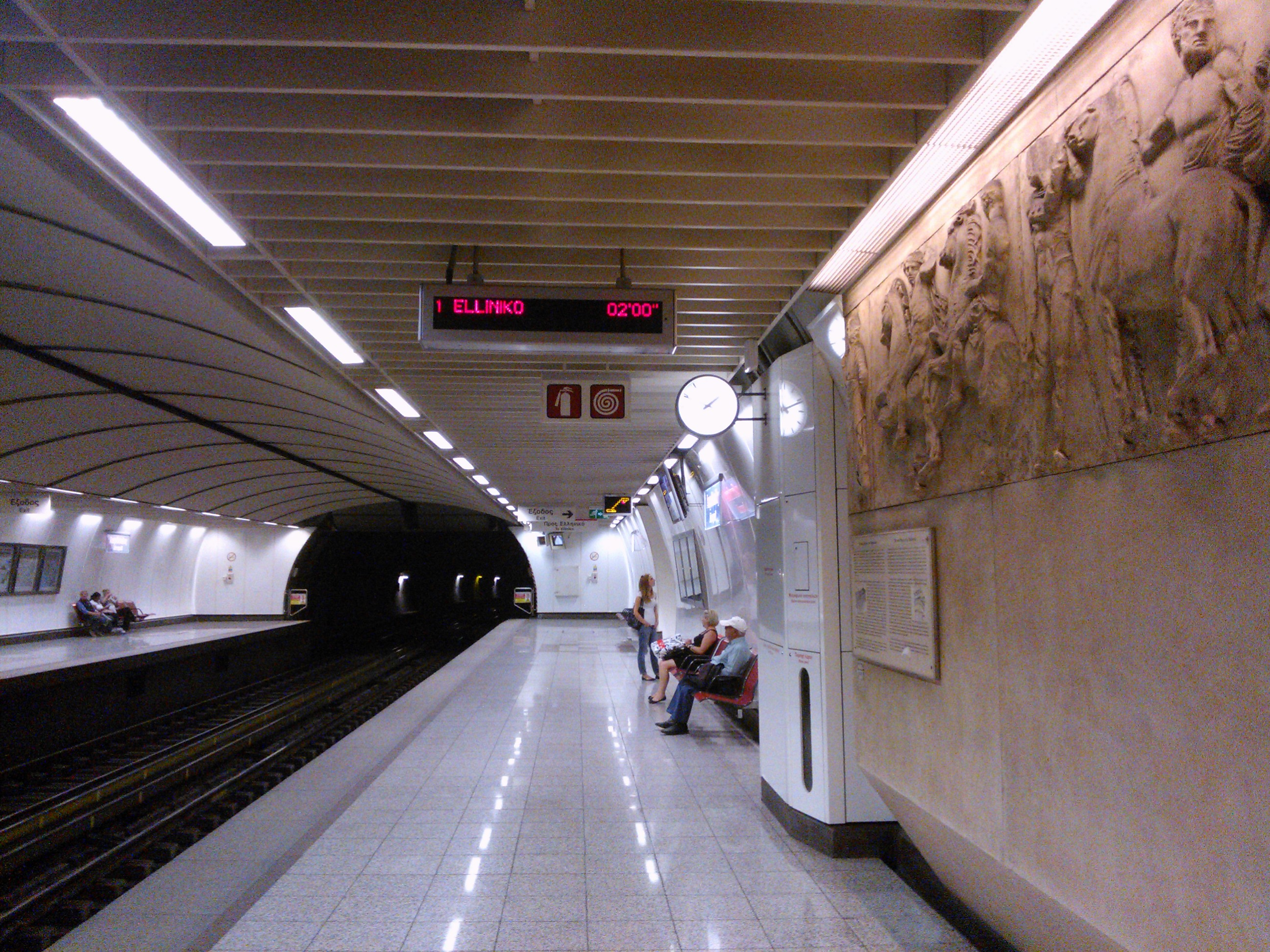
プラットホーム
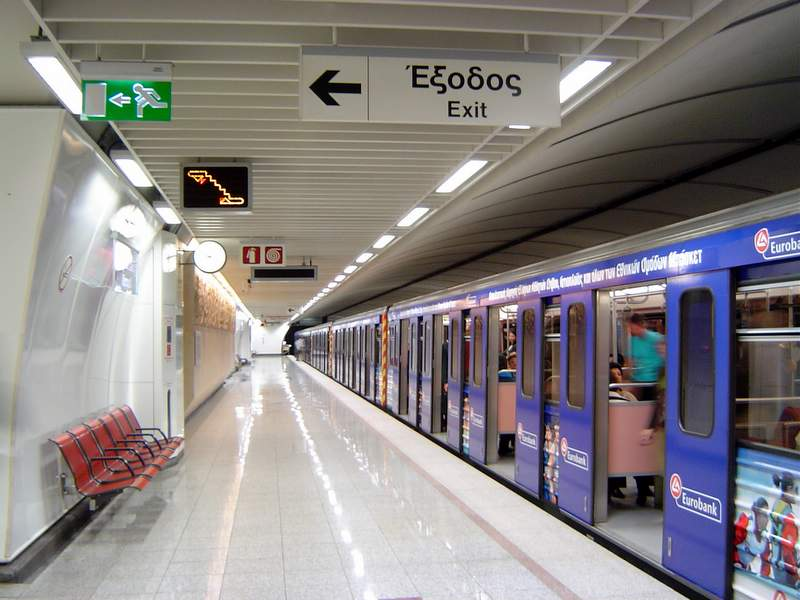
列車とホーム